# 마이진 (1968년)
마이진(본명: 전진희, 1968년 7월 21일 ~ )은 대한민국의 가수, 화가이다.

## 생애
초등학생 시절 미술을 시작했지만 음악 전공으로 대학에 진학하면서 음악으로 마음이 기울었다. 미술 전공으로 대학원에 진학했지만 중퇴했다.
악녀클럽은 68년생인 김유정 전진희('마이진')와 81년생인 모델 출신 이한종('Z')이 의기투합해 만든 그룹. 각자 음악 활동을 준비하던 세 사람이 만나 13세의 나이 차이가 나는 특이한 그룹을 만들었다.
혼자 아이를 키우면서 가수의 꿈을 키웠던 전진희는 팀의 해체와 연예 활동의 체계적인 기획, 마케팅의 부재로 활동을 접고 자비로 설립한 엔터테인먼트 회사도 문을 닫으면서 우울증과 대인기피증을 알았다. 그 때 위안이 돼 준 게 그림이었다. 노래로 행사 무대에서 아르바이트를 하며 지치고 힘들 때마다 취미로 그림을 그렸다.
그런 전진희의 그림을 본 지인들은 소질이 있는 것 같다며 재능을 살려보라고 권유를 했고 전진희의 욕심도 점점 커져 지난 3월 첫 개인전을 연 데 이어 미술대전 출품까지 하게 됐다.

## 활동
- 2010년 7월 8일 21세기 마녀의 조건’이라는 주제로 촬영된 SBSE!TV ‘철퍼덕 하우스’에는 시간을 거꾸로 거스르는 ‘늙지 않는 마녀’로 출연했다. 2008년 잠시 혼성그룹 ‘악녀클럽’으로도 활동했던 마이진은 나이를 가늠할 수 없는 절대 동안 외모와 20대도 부러워할 몸매를 뽐냈다. 이날 녹화 현장에서 마이진은 파워풀한 섹시 댄스를 선보이는 등 머리부터 발끝까지 20대로 살아가고 있는 자신만의 특별한 노하우와 에피소드를 모두 공개했다. 또 마이진은 한류스타를 포함한 유명 연예인들에게 대시 받은 횟수만 25번 이상이라고 밝혀 모두의 눈길을 모았다.[5]

- 2016년 제37회 대한민국 현대미술대전에서 서양화 부분 대상을 수상했다. 전진희(마이진)는 “대상이라는 큰 상을 받게 돼 가슴이 너무 벅차다. 꿈을 다시 꾸며 시작한 도전에서 좋은 성과를 낼 수 있어서 기쁘다”고 말했다. 이어 “삶의 의욕을 모두 잃은 저에게 그림은 캄캄한 어둠속에서 실오라기 같은 한줄기 빛이 되었고 다시 제2의 꿈과 희망을 키울 수 있게 했다”며 “30~50대 주부들과 싱글맘들에게도 희망과 용기를 주고 싶다”고 덧붙였다.[6]

### 그룹 <악녀클럽>
악녀클럽은 68년생인 김유정 전진희('마이진')와 81년생인 모델 출신 이한종('Z')이 의기투합해 만든 그룹. 각자 음악 활동을 준비하던 세 사람이 만나 13세의 나이 차이가 나는 특이한 그룹을 만들었다.김유정은 에세이 '악녀는 남자를 쇼핑한다'의 저자이면서 다양한 사회 활동을 하는 열혈 여성. 이 그룹의 보컬을 맡고 있다. '악녀클럽'의 '악'은 '악할 악(惡)'이 아닌 '풍류 악(樂)'으로 김유정의 에세이에서 차용한 이름이기도 하다.
전진희와 이한종은 김유정의 에세이 모델로 나서 김유정과 인연을 맺게 됐다. 193cm의 큰 키가 돋보이는 이한종은 2~3년 전부터 락 발라드 장르의 솔로 음악을 준비해 오다 두 사람을 만나 합류했다. 이한종은 유난히 팔다리가 길어 '언제 어디서나 부르면 달려오는 가제트'란 별명을 갖고 있다. 이 때문에 '제트(Z)'라는 별칭을 얻었다. 이 그룹에서 랩을 담당하고 있다.
이들의 앨범은 프러듀서 김대영과 제작자로 거듭한 '찬찬찬'의 가수 편승엽이 가세해 완성도를 높였다.멤버 김유정은 "세 사람이 함께 뭉친 특이하고 재미있는 컨셉트의 그룹이다"고 설명한 후 "마흔이 된 여자들도 소망한다면 충분히 꿈을 이룰 수 있다는 것을 보여주겠다. 또 10대 위주의 음악 시장에서 온 세대가 공감할 수 있는 음악으로 대중음악 팬들을 사로잡겠다"고 기대를 당부했다.
팀의 해체와 연예 활동의 체계적인 기획, 마케팅의 부재로 활동을 접고 자비로 설립한 엔터테인먼트 회사도 문을 닫았다.

## 데뷔
- 2008년 1월 17일 악녀클럽 싱글 앨범 [악녀클럽]

## 음반
- 2008.01.17. 싱글 '악녀클럽' 《악녀클럽》수록곡 <악녀 바이러스>, <인생은 살만큼 아름답다>, <내가 하면 로멘스 남이 하면 불륜> (장르: 댄스)

## 경력
- 그룹 '악녀클럽' 멤버
- 2016.10.17. 파리 루브르, 미술 작품 2개 전시

## 수상
- 2016.08.12. 《제37회 대한민국 현대미술대전》 회화 2부(서양화 부분) 대상, 출품작 <연못>[10]

## 방송
- 2010.02.20. QTV  《모먼트 오브 트루스(MOT) 시즌2》 - 게스트
- 2010.07.08. SBSE!TV 《철퍼덕 하우스》21세기 마녀의 조건’- ‘늙지 않는 마녀’마이진 출연
- SBS 《스타킹》

## 기타
- 키 174cm